# Wełtawa

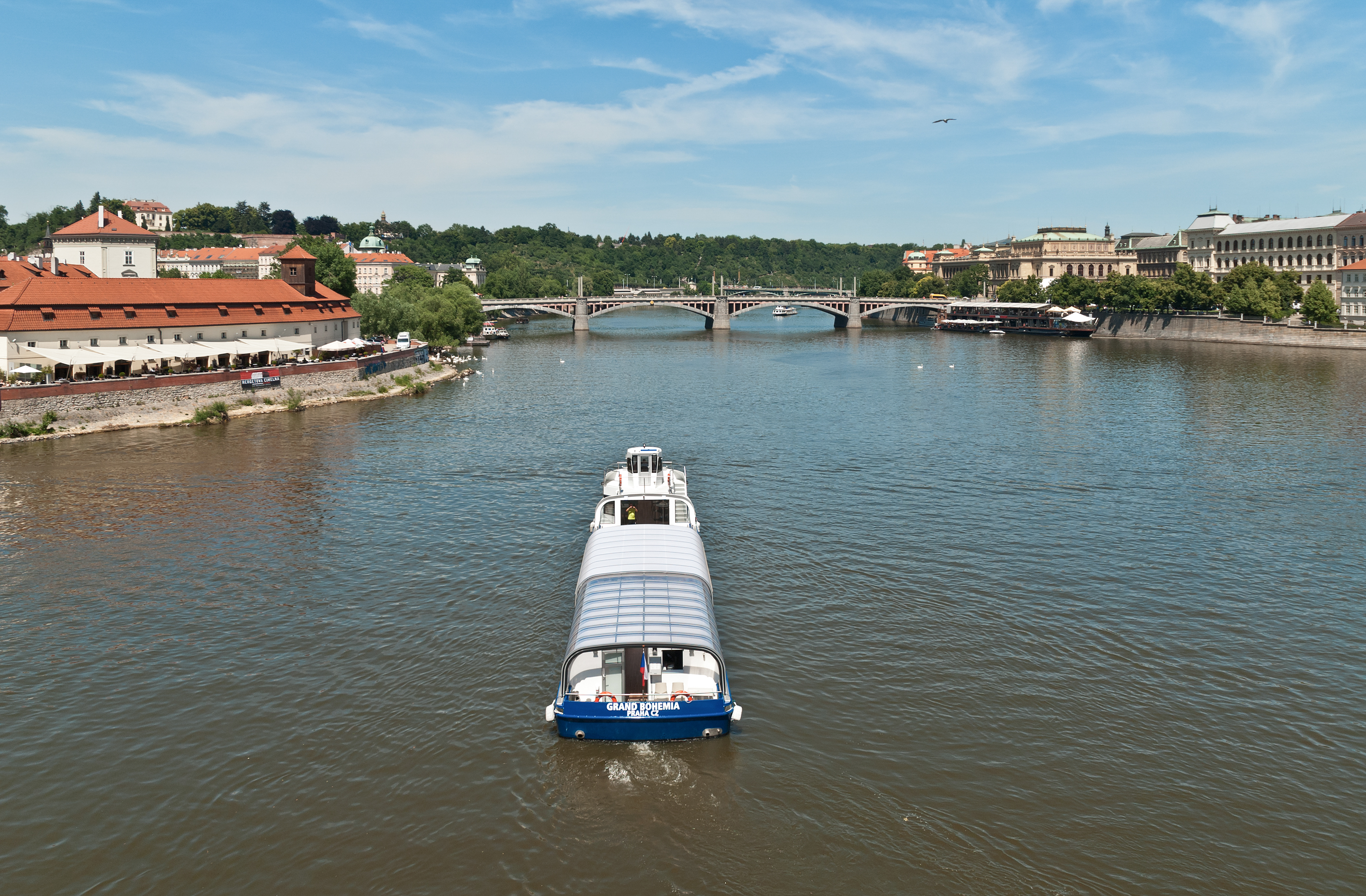
Statek turystyczny na Wełtawie, w Pradze

Praskie mosty nad Wełtawą

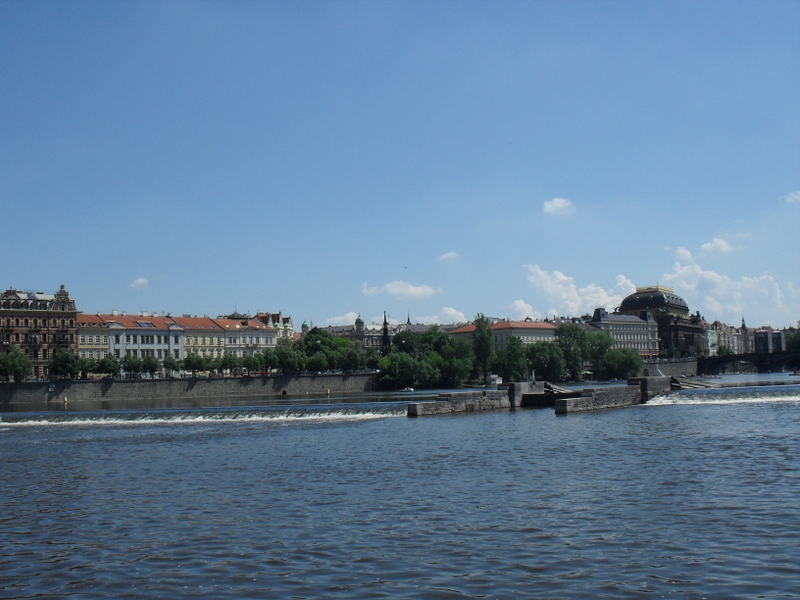
Praski staromiejski jaz na Wełtawie

Wełtawa (cz. Vltavaⓘ, niem. Moldau) – najdłuższa rzeka w granicach Czech, lewy, największy dopływ Łaby. Długość – 435 km, powierzchnia zlewni – 28 tys. km².
Powstaje z połączenia Ciepłej (Teplá Vltava) i Zimnej Wełtawy (Studená Vltava), które mają źródła w Szumawie. Źródło Ciepłej Wełtawy znajduje się na wysokości ok. 1175 m n.p.m., u wschodnich podnóży szczytu Černá hora (1316 m n.p.m.), tuż pod głównym europejskim grzbietem wododziałowym. Oba cieki źródłowe łączą się w strefie mokradeł zwanych Mokrý luh (ok. 730 m n.p.m.), na terenie Parku Narodowego Szumawa, na południe od miejscowości Volary.
Rzeka początkowo płynie w kierunku południowo-wschodnim, by w okolicy miasta Vyšší Brod zmienić kierunek na północny. Wełtawa w górnym biegu przepływa przez Czeskie Budziejowice, a w dolnym biegu przez Pragę. Uchodzi do Łaby w okolicach miasta Mielnik. Wełtawa tradycyjnie jest uważana za dopływ Łaby, jednak z geograficznego punktu widzenia właściwe byłoby uznawanie Łaby za dopływ Wełtawy, ponieważ w miejscu połączenia tych rzek Wełtawa ma większy przepływ; również długość Wełtawy liczona od źródeł do miejsca połączenia jest większa od analogicznej długości Łaby.
Wykorzystywana do produkcji energii elektrycznej (kilka sztucznych jezior i hydroelektrowni, największe Lipno) i żeglugi. Pierwotnie Wełtawa była żeglowna na odcinku do Czeskich Budziejowic, jednakże w trakcie budowy kaskady dziewięciu zapór na rzece w latach pięćdziesiątych XX w. powstały zapory Slapy (w 1954 r.) i Orlík (w 1966 r.), na których nie wybudowano śluz. Obecnie rozważana jest budowa tam dużych podnośni. Na zaporze Orlík przewidziano dla niej miejsce podczas budowy, ale jej nie wykonano i uruchomiono tylko wyciąg dla niewielkich łodzi. Wełtawa jest więc żeglowna na długości 80 km w dolnym biegu (do zapory Slapy), następnie od zbiornika Slapy do zapory Orlík (na tym odcinku znajduje się zapora Kamýk, wyposażona w śluzę) oraz od zbiornika Orlík do Czeskich Budziejowic, który to odcinek udrożniono w maju 2017 r. po wybudowaniu jednej brakującej śluzy – obecnie są na nim cztery.
Jeden ze swoich poematów symfonicznych poświęcił rzece Bedřich Smetana.
Główne dopływy:
- Lužnice (prawy)
- Otava (lewy)
- Sázava (prawy)
- Berounka (lewy)

Miasta nad Wełtawą:
- Český Krumlov
- Czeskie Budziejowice

- Hluboká nad Vltavou
- Týn nad Vltavou

Obszar dorzecza Wełtawy

- Praga z dzielnicami Zbraslav i Chuchle
- Kralupy nad Vltavou